# 三重奏曲 (ニコラーエワ)
ピアノ、フルートとヴィオラのための三重奏曲は、ソ連のピアニスト兼作曲家のタチアナ・ニコラーエワによって作曲された。

## 楽章構成
三重奏曲では珍しい8楽章構成をとる。
- 第1楽章 Prelude.Moderato
- 第2楽章 Scherzo.Presto
- 第3楽章 Monologue(Solo Viola).Adagio
- 第4楽章 Aria.Moderato
- 第5楽章 Intermezzo.Allegro molto
- 第6楽章 Pastorale.Andante
- 第7楽章 Fantasy march. Tempo di marcia
- 第8楽章 Finale.Allegro ma non troppo

## 楽器編成
- フルート
- ピアノ
- ヴィオラ

## 演奏時間
全曲で約19分と短めである。